# Marie Louise Coleiro Preca
Marie Louise Coleiro Preca (* 7. prosince 1958, Qormi) je maltská politička. V letech 2014–2019 byla devátým prezidentem Maltské republiky a druhou ženou v této funkci. Před vstupem do prezidentského úřadu byla v letech 1998–2014 poslankyní maltského parlamentu za Labouristickou stranu. Od 11. března 2013 do 29. března 2014 zastávala funkci ministryně pro rodinu a sociální solidaritu.

## Život a politická kariéra
Coleiro Preca se narodila v Qormi. Na maltské univerzitě obdržela titul bakalářky umění na právních a humanitních studiích (mezinárodní studie) diplom notáře.
Po vstupu do Labouristické strany pracovala jako členka Národní exekutivy, asistentka generálního tajemníka a později generální tajemnice. Byla také členkou Národní kanceláře socialistické mládeže (později Fóra mladých labouristů), prezidentkou Ženského křídla strany (1996–2001), zakládající členkou nadace Ġużè Ellul Mercer a publicistkou ve stranickém týdeníku Il-Helsien (v současné době už zaniklém).
V letech 1998–2014 byla poslankyní maltského parlamentu. V parlamentních volbách 2008 byla zvolená jako první poslankyně. Jako členka opozice zastávala post stínové ministryně sociální politiky a členky Stálé komise sociálních věcí od roku 1998.
Poté, co Alfred Sant rezignoval na post předsedy Labouristické strany v roce 2008, se neúspěšně pokusila zpochybnit novou volbu předsedy strany.

## Prezidentka

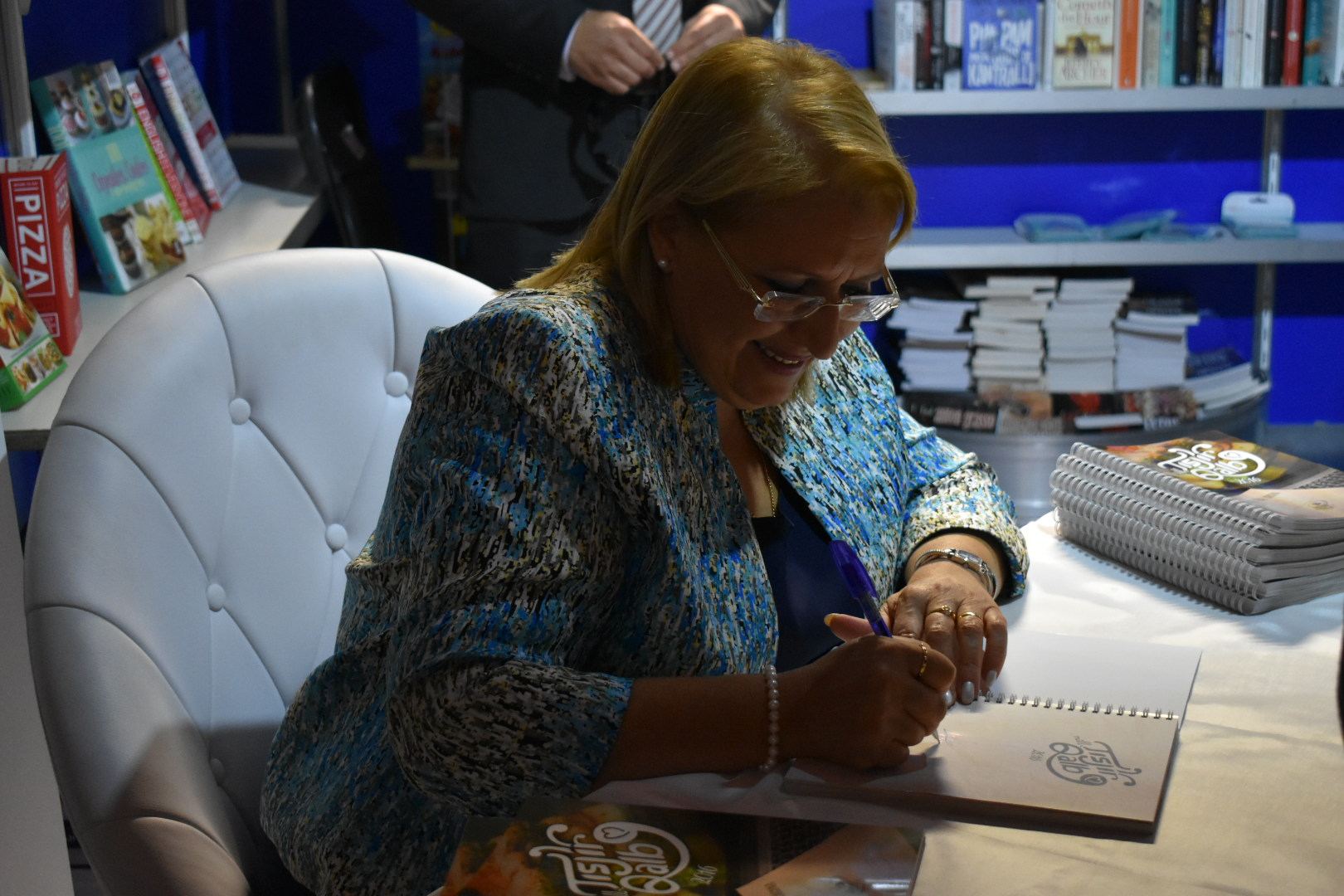
Prezidentka Coleiro Preca, podepisující knihy v Meditarrenean Conference Centre ve Vallettě

1. března 2014 přijala Coleiro Preca nominaci na úřad prezidenta. Po odchodu Ġorġe Abely byla nominována jako nový prezident s nástupem od 4. dubna 2014. Coleiro Preca se ve věku 55 let stala nejmladším maltským prezidentem a druhou ženou v tomto úřadu po Agathě Barbarové.
V roce 2014 založila Prezidentskou nadaci pro všeobecné dobro společnosti, což je nezisková konzultativní a výzkumná organizace pomáhající maltským prezidentům provádět politiku sociální inkluze a zvyšování životní úrovně obyvatel.

## Ocenění

### Čestné tituly
- Čestný profesor politiky a mezinárodních studií, University of Warwick 2015 [9]

### Národní tituly
- : Čestný titul národní zásluhy udělovaný maltským prezidentům [10]

### Mezinárodní tituly
- : Čestný rytířský Řád sv. Michala a sv. Jiří[11]

V září 2016 obdržela prezidentka Coleiro Preca ocenění 'průkopnice změny' na konferenci žen při Organizace spojených národů za jejím podílu na genderové rovnosti a většího uplatnění žen ve středomořském regionu. Výkonná ředitelka žen při OSN Lakshmi Puri popsala Coleiro Preca jako opravdového vítěze genderové rovnosti, nejen na Maltě, ale v celém Commonwealthu.

### Setkání s britskou královnou
V listopadu 2015 v rámci setkání hlav států Commonwealthu osobně přivítala královnu Alžbětu II.